# Lutter (Eichsfeld)
Lutter is een gemeente in de Duitse deelstaat Thüringen, en maakt deel uit van de Landkreis Eichsfeld.
Lutter telt 714 inwoners.